# Norbert Zumbühl
Leo Norbert Zumbühl (* 21. April 1919 in Wolfenschiessen; † 12. Mai 2000 ebenda) war ein Schweizer Politiker. Von 1977 bis 1990 gehörte er als Vertreter der Christlichdemokratischen Volkspartei der Schweiz (CVP) dem Ständerat an.

## Leben
Der Sohn von Oberrichter Josef Zumbühl und Marie Wagner wurde in Wolfenschiessen geboren. Er besuchte die Primar- und Sekundarschule in Stans. Danach machte er eine landwirtschaftliche Ausbildung und übernahm das Bauerngut Grosssitz in Stans von seinem Vater.
Seine politische Karriere begann Zumbühl in seiner Heimatgemeinde. Er war in Wolfenschiessen Armenrat, Schulrat und Gemeinderat. In die kantonale Politik stieg er 1943 als Mitglied des kantonalen Erziehungsrats ein. Zwischen 1962 und 1978 war er Regierungsrat (erst im Departement Erziehung, danach im Departement des Innern). Er war zudem Präsident der CVP Nidwalden.
Auch auf Bundesebene bekleidete er ein politisches Amt, das Amt eines Ständerats. Zwischen dem 2. Mai 1977 und dem 1. Juni 1990 war er der Ständevertreter des Kantons Nidwalden. Er war Mitglied der Militär-, Aussenwirtschafts-, Verkehrs- und Geschäftsprüfungskommission.
Zumbühl heiratete 1946 Elisabeth Knüsel. Aus dieser Ehe stammen drei Töchter und zwei Söhne. Er war 1979–1992 Präsident der Pro Senectute Nidwalden und 1980–1994 Präsident des Historischen Vereins Nidwalden.